# Onze-Lieve-Vrouwe van Afrika
Onze-Lieve-Vrouwe van Afrika is een mariale eretitel. Onze-Lieve-Vrouwe van Afrika wordt vereerd in de kathedrale basiliek van Algiers, kathedraal van het aartsbisdom Algiers. In de basiliek bevindt zich een altaar met beeld van deze zwarte Maria. Het beeld is een Franse kopie van een 18e-eeuwse zwarte Madonna, die in de Franse Revolutie verloren ging. Bij gelegenheid van de stichting van het diocees Algiers in 1838 schonken zusters nabij Lyon het Mariabeeld aan de eerste bisschop. De beeltenis werd ingezegend in 1872. Sindsdien is het een bedevaartsoord voor de kleine katholieke gemeenschap in Algerije.

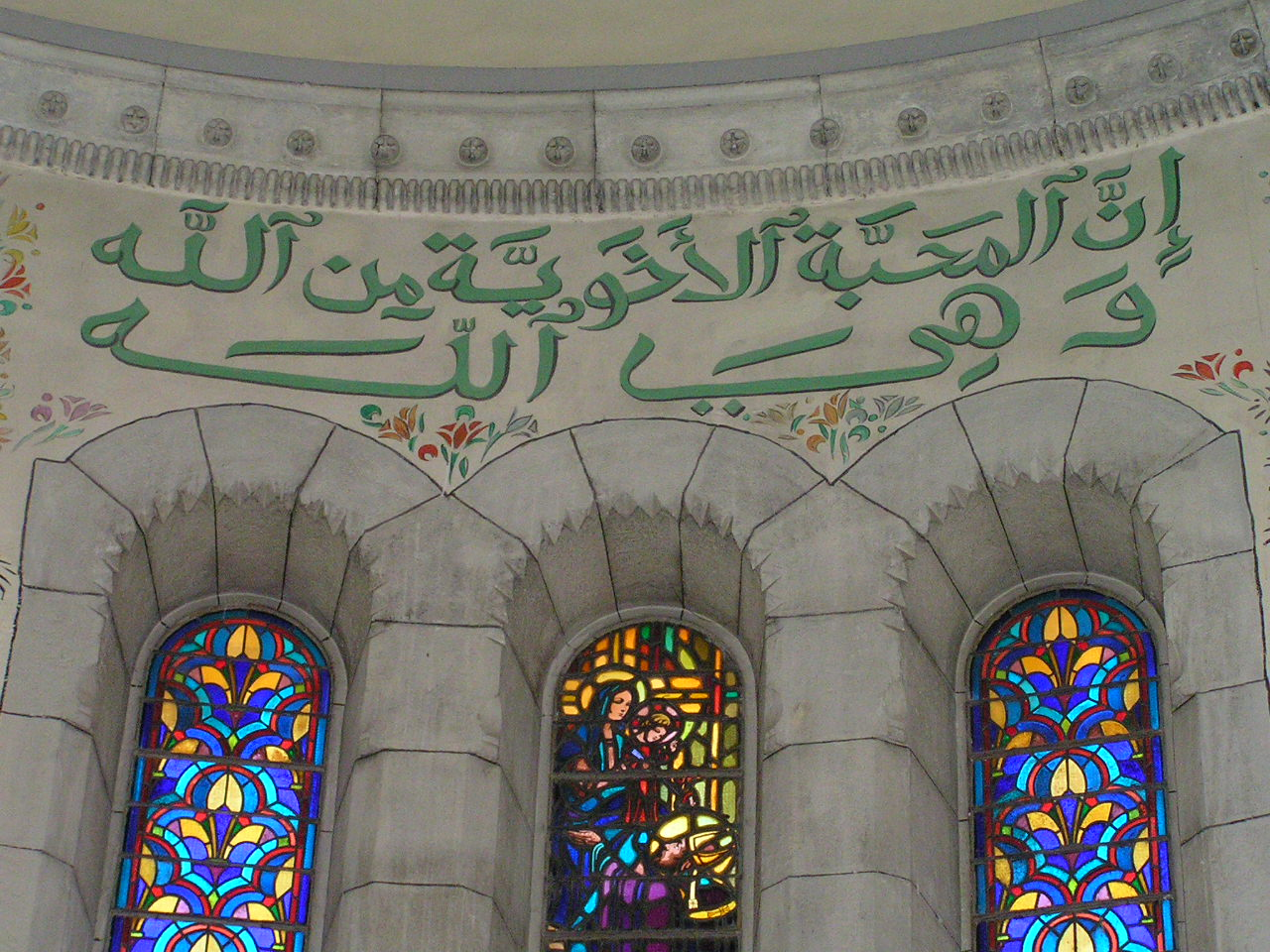
Opschrift "Onze-Lieve-Vrouw van Afrika" in de kathedrale basiliek van het aartsbisdom Algiers